# OperaFest Tulchyn
OperaFest Tulchyn (укр. ОпераФест Тульчин) - міжнародний оперний фестиваль під відкритим небом, який проходить на території Палацу Потоцьких в Тульчині. Відбувається кожного літа з 2017 року на початку червня.

## Опис
Фестиваль ОпераФест дарує нагоду побачити оперу у всій розмаїтості. Там можна знайти ексклюзивні постановки, арт-простори і селфі-зони. На фестивалі представлені прем’єри, спеціально створені до фестивалю і адаптовані під формат open air.

## Автори фестивалю
Ірина Френкель (Заслужена артистка України), Павло Третьяков (Заслужений діяч мистецтв України).

## Організатори, співорганізатори, партнери та друзі фестивалю

### Головний організатор

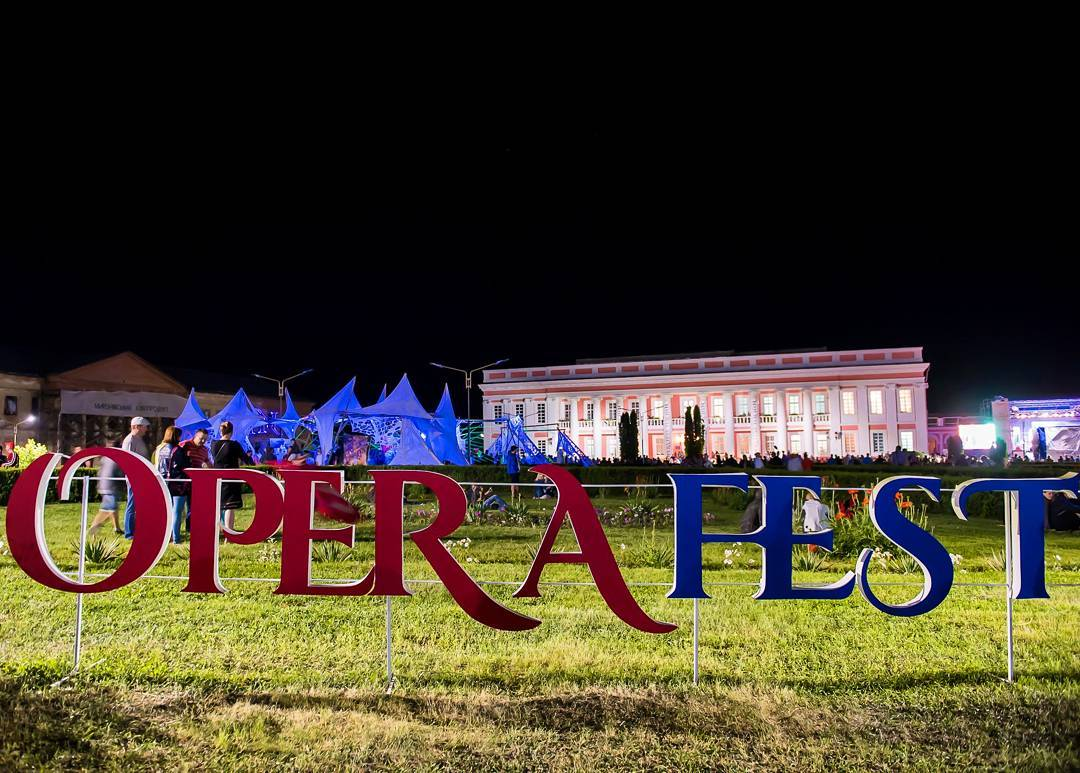
Інсталяція "OperaFest"

ГО «Інститут культурної політики»

### Співорганізатори фестивалю
Тульчинська об’єднана територіальна громада, Вінницька обласна Державна адміністрація.

### Генеральний партнер фестивалю
У 2017, 2018, 2019 роках «Миронівський хлібопродукт»

### Партнер фестивалю
«Аграна Фрут Україна»

### Друзі фестивалю
Микола Кучер та Лариса Білозір - Народні депутати України. Валерій Коровій - Депутат Вінницької обласної ради, колишній очільник Вінницької ОДА.

## Учасники
Виконавці – зірки європейської, американської та української оперних сцен, які виступають на престижних оперних сценах світу. Загалом у фестивалі станом на 2018 рік брали участь понад 30 солістів з Австрії, Німеччини, США та України, 300 оркестрантів, 50 танцюристів, 180 учасників хорових колективів та чотири всесвітньо відомі диригенти: Оксана Линів (Австрія - Україна), Тарас Криса (США), Дмитро Морозов (Україна), Вікторія Рацюк (Україна).

## Спонсори
Фестиваль підтримують провідні компанії та відомі особистості. Генеральний спонсор ОпераФест у 2017 та 2018 роках – Агроіндустріальний холдинг МХП. Сума вкладень у 2017 році склала понад 1 000 000 гривень. 
В 2017-2019 роках фестиваль відбувався за сприяння Вінницької обласної державної адміністрації [Архівовано 11 серпня 2015 у Wayback Machine.] та Обласної ради [Архівовано 6 лютого 2018 у Wayback Machine.]  та підтримки народного депутата України Миколи Кучера та голови ГО «Життя та розвиток громад» Лариси Білозір.
Генеральний перевізник фестивалю – Міжнародні авіалінії України.

## Історичні передумови виникнення  проекту
Місто Тульчин є батьківщиною «Щедрика» і колискою українського народного співу та є фактичною «Столицею Щедрика».
У 1782 році в Тульчині було побудовано відомий палац Потоцьких, який на сьогодні вважається «українським Версалем».
В палаці знаходились:
- Бібліотека (17.000 томів);

- Картина галерею з роботами відомих майстрів європейського пензля Ван- Діка, Тиціана, Моле рана, Ван-дер-Хельста, Лампі та інших;

- Друкарня.

У 1787 році в палаці Потоцьких було відкрито другий в Україні оперний театр, який існував понад 100 років та був культурною колискою Подільського краю. Кожного року в Палаці відбувались світові оперні прем’єри, в яких брали участь відомі композитори, співаки та музиканти Європи. Театр мав репертуар, що складався з 5-7 опер, а трупа налічувала до 200 акторів. 
Парк на 10 гектарів з назвою «Хороше» (садівник англієць Міллер). У пейзажному парку, закладеному у 1780-ті роки, переважали сосни та італійські тополі. Була і своя мережа каналів ставків. Галявини парку прикрашали альтанки, фонтани, скульптура.
Велична історія палацу Потоцьких в Тульчині дає можливість і сьогодні розкрити можливості цього архітектурного ансамблю для нащадків, туристичних груп закордонних гостей.

## Завдання фестивалю

### Мистецькі завдання
- Формування аудиторії, в першу чергу залучення молоді до високого мистецтва та надання поштовху на створення нового культурного продукту, що відповідає вимогам сучасності;
- Формування креативного кластеру, який пов'язані із видатним ім’ям українського композитора Миколи Леонтовича.

### Економічні (туристичні) завдання
- Привернення уваги до пам'ятки архітектури - палацу Потоцького, який є культурним матеріальним ресурсом регіону;
- Формування сервісної інфраструктури ОТГ, надання поштовху для розвитку малого і середнього бізнесу в сервісному напрямку;
- Розвинення культурного туризму, як економічного ресурсу розвитку території.

## Структура фестивалю
Grand OperaFest Tulchyn – фестиваль оперного мистецтва. Презентуються всі оперні жанри від барокової опери до мюзиклу.
Kids OperaFest Tulchyn – оперний фестиваль для дітей.
MO Fest Tulchyn (Modern Opera) – опера 21 сторіччя.
Opera Cinema
Opera Camp

### Відпочинкова складова проекту
- Туристичні маршрути по Тульчинської ОТГ (Суворовські місця, оновлений музеї Леонтовича, місцями Пушкина, тощо)
- Квести для учасників програми «Ночівля в ПалаТці Потоцьких»
- Мистецька резиденція
- Оперне меню

### Зонування фестивального парку (9 га території) включає
- Партерна зона – 4000 місць
- Фуд-корт зона – 1500 місць
- Наметове містечко (спеціальна туристична програма з можливістю ночівлі на території паркової зони палацу) – 500 місць
- Зона мистецьких інсталяцій

## Час проведення
2017 року з 4 по 5 червня.
2018 року з 8 по 10 червня.
2019 року з 4 по 9 червня
2021 року з 27 по 29 серпня.

## Супутні проекти
Вісім монументальних панно з зображенням фасадів світових оперних театрів та портрет молодого композитора з’явилися в Тульчині в межах проекту «Леонтович Арт квартал». Загальна вартість стартапу разом із благоустроєм території становить понад 2 мільйони, у тому числі з бюджету Тульчинської громади виділили 240 тисяч, решта — співфінансування з державного та обласного бюджетів. Концептуальним завершенням арт-кварталу є просторова інсталяція на честь мелодії «Щедрик», яка підсвічується і «звучить» за рахунок природного джерела — сонячної енергії. Композиція в формі скрипкового ключа, який обвиває нотний стан і прикрашають кольорові дзвоники з мелодії «Щедрик», не є пам’ятником, радше символом творчості Леонтовича. 

## Галерея

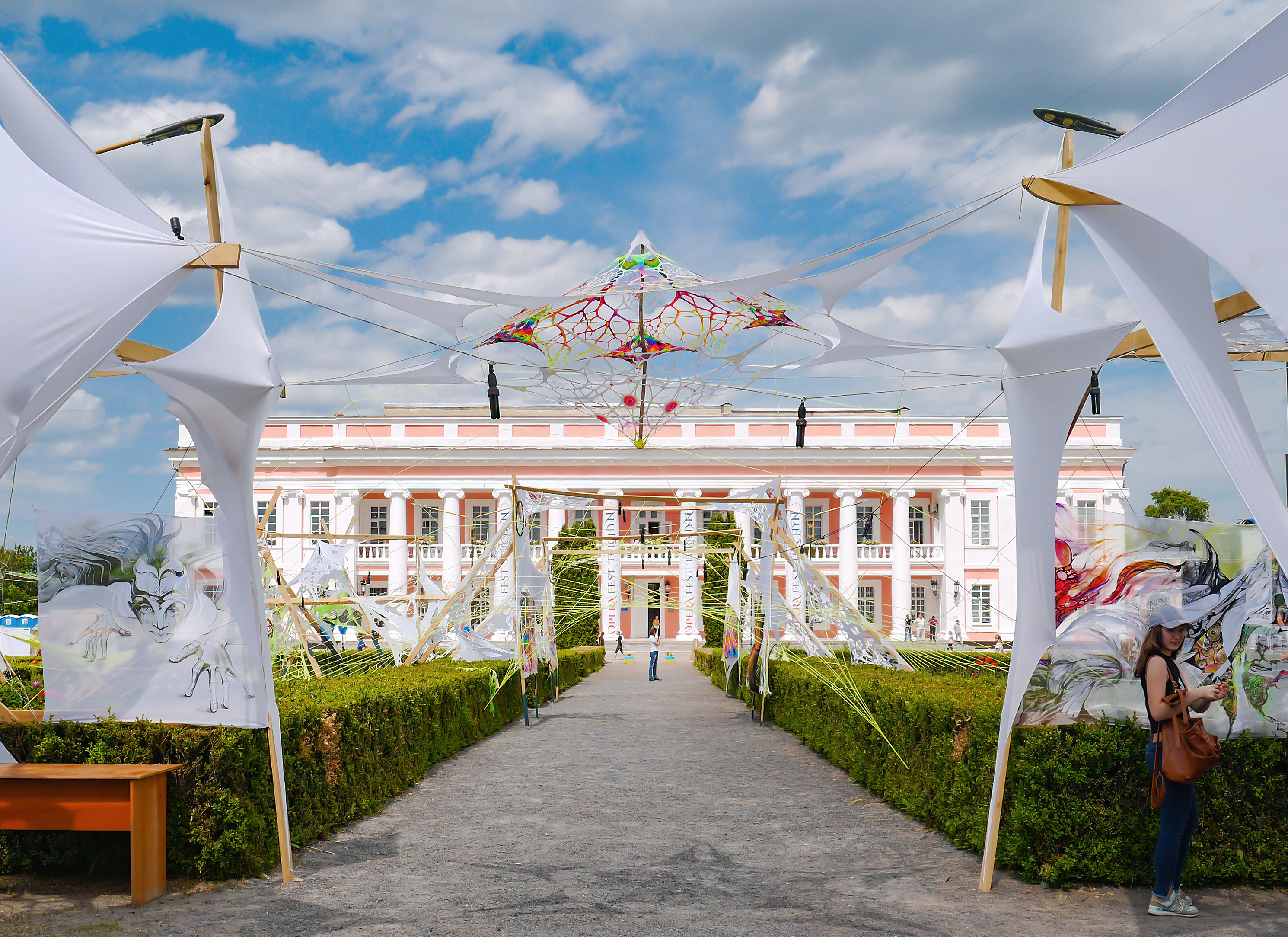
Декорації
Виступ відомих музикантів
Фестивальна атмосфера
Поважні гості
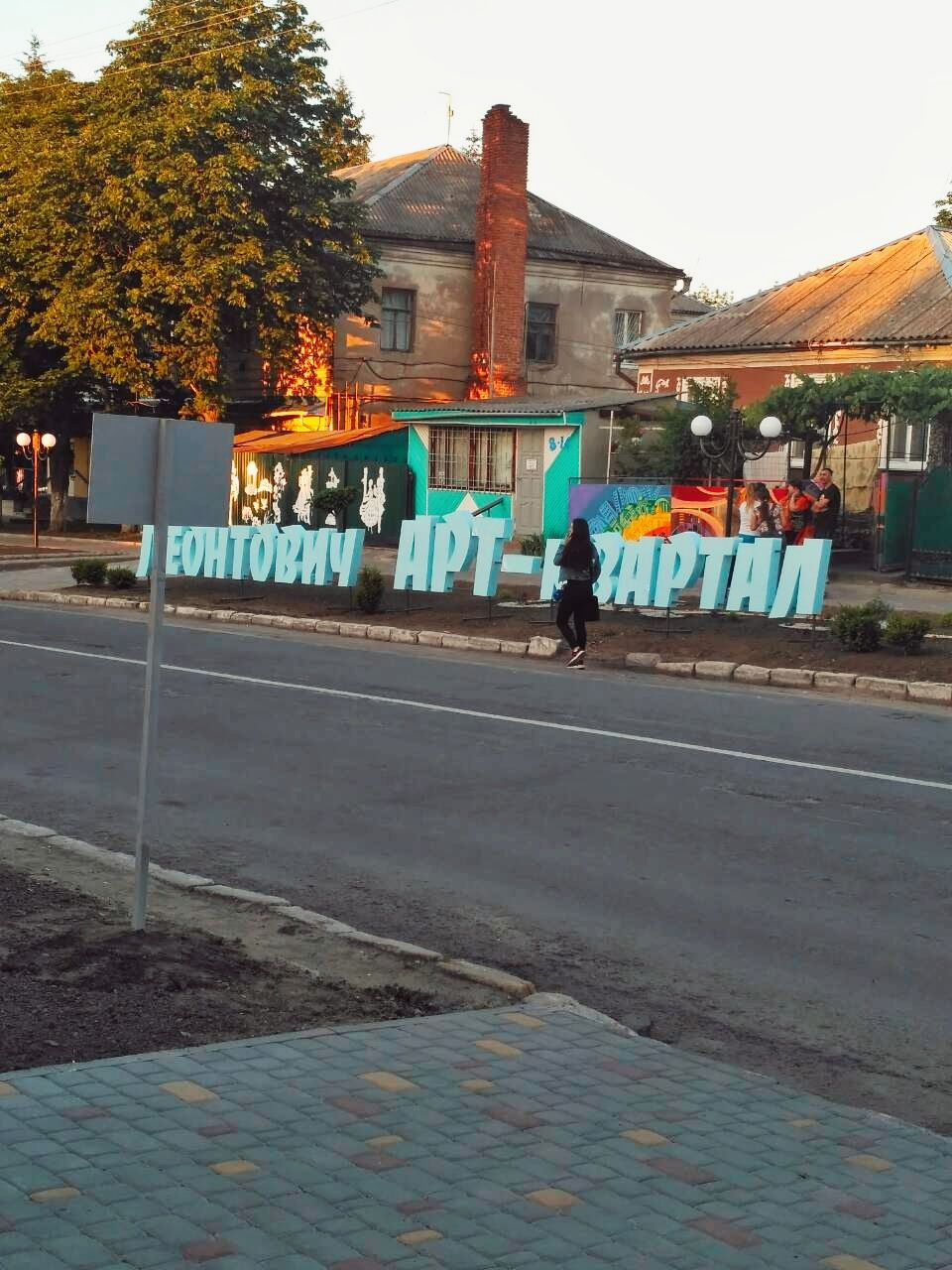
Леонтович арт-квартал
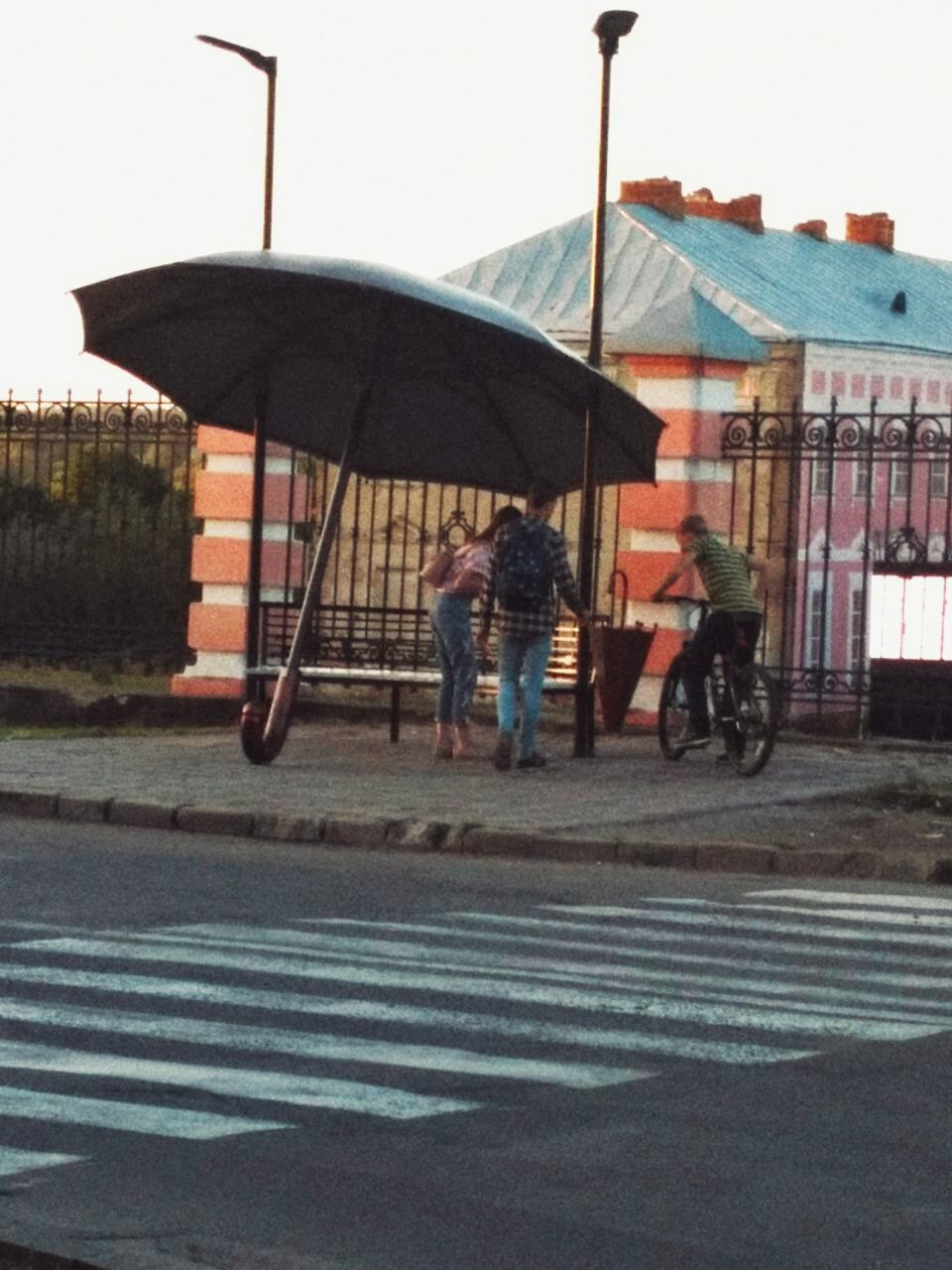
Декорації до проекту "Леонтович арт-квартал"

## Авторські права
Авторські права належать ГО «Інститут культурної політики»